# USS Nautilus (SSN-571)

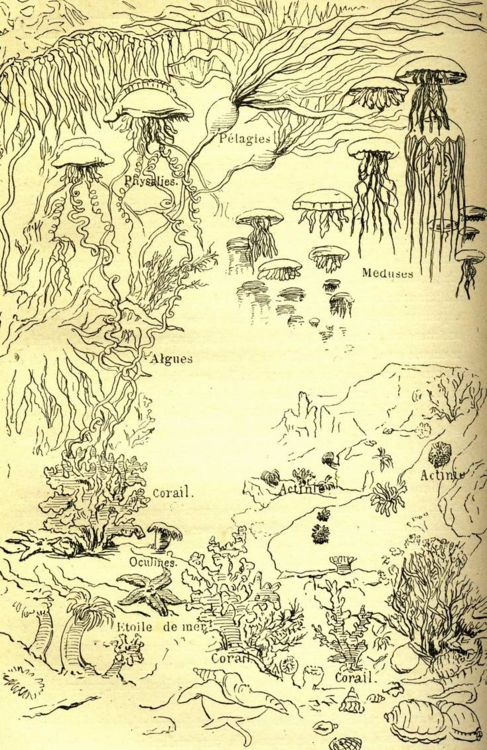
O ilustrație din nuvela lui Jules Verne Douăzeci de mii de leghe sub mări (1866-69), desenată de George Roux

USS Nautilus (SSN-571) a fost primul submarin operațional cu propulsie nucleară din lume și primul submarin care a finalizat un tranzit scufundat al Polului Nord la 3 august 1958. Comandantul ei inițial a fost Eugene Parks „Dennis” Wilkinson, un ofițer naval larg respectat care a pregătit scena pentru mulți. a protocoalelor Marinei nucleare de astăzi a SUA și care a avut o carieră de poveste în timpul serviciului militar și după aceea.
Împărțind un nume cu submarinul fictiv al căpitanului Nemo din romanul științifico-fantastic clasic al lui Jules Verne din 1870 Douăzeci de mii de leghe sub mări și USS Nautilus (SS-168) care a servit cu distincție în al Doilea Război Mondial, noul Nautilus cu propulsie nucleară a fost autorizat în 1951. Construcția a început în 1952, iar barca a fost lansată în ianuarie 1954, la care a participat Mamie Eisenhower, Prima Doamnă a Statelor Unite, soția celui de-al 34-lea președinte Dwight D. Eisenhower; a fost pus în funcțiune în luna septembrie următoare în Marina Statelor Unite. Nautilus a fost livrat Marinei în 1955.